# Vicki Scott

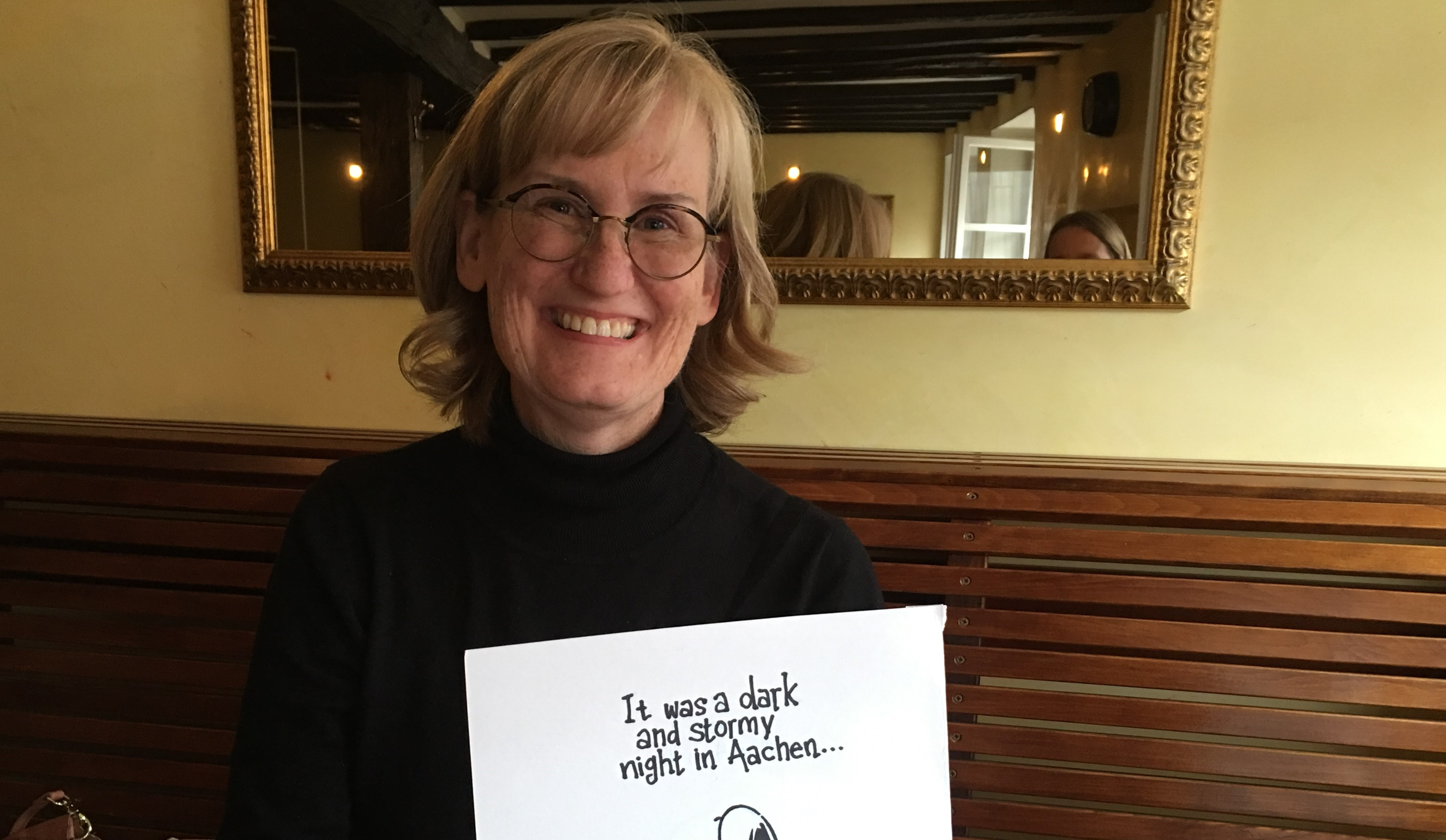
2018 in Aachen auf der Comiciade

Vicki Scott ist eine US-amerikanische Comic-Künstlerin, Illustratorin, Cartoonistin, Storyboardkünstlerin und Animatorin.

## Leben und Arbeiten
Vicki Scott studierte am California Institute of the Arts in Los Angeles County. Nach ihrem erfolgreichen Abschluss arbeitete sie eine Zeit lang für Jim Davis an Garfield.
Für die Fernsehserie The Adventures of Don Coyote and Sancho Panda (1990 bis 1991) von Hanna-Barbera war sie für das Design der Figuren verantwortlich.
Für die Fernsehserie Family Dog, die unter dem Namen Hund mit Familie auch im deutschen Fernsehen lief, war sie 1993 die Leiterin der Modellabteilung, das heißt hier wurde jedes Kostüm, jedes Aussehen aller Figuren entworfen.
Für die Zeichentrickserie Big Nate (2022 bis 2024) arbeitete sie als Künstlerin mit.
Ferner arbeitet sie an Die Tom und Jerry Show (2016) mit.
Für das Imprint KaBOOM! von BOOM! Studios zeichnete sie die Comicserie Peanuts, die anfangs auf Deutsch bei Cross Cult erschien, mittlerweile im Carlsen Verlag.  An den ersten dreizehn Bänden hat sie mitgearbeitet. Weitere Bücher zu den Peanuts und Snoopy zeichnet sie für die Verlagsgruppe Simon & Schuster.
Für Die Snoopy Show von Apple TV+ arbeitete sie 2021 an einer Folge mit.
In den Jahren 2016 und 2018 war sie zu Gast in Aachen auf der COMICIADE.
Vicki Scott ist verheiratet mit Bob Scott, der ebenfalls an der California Institute of the Arts studierte.
Im Jahr 2024 war sie u. a. zusammen mit ihrem Mann Bob Scott für die computeranimierte Filmkomödie Garfield – Eine extra Portion Abenteuer als Storyboarder verantwortlich.
Im August 2024 erschien die Graphic Novel Molly and the Bear - An Unlikely Pair, gezeichnet und geschrieben von Bob und Vicki Scott.